# Bad Bocklet
Bad Bocklet è un comune tedesco di 4 569 abitanti, situato nel land della Baviera. È bagnato dalla Saale di Franconia.